# Vlag van La Paz

Vlag van La Paz

De vlag van La Paz bestaat uit twee horizontale banen in de kleuren rood (boven) en groen en is samen met het wapen van La Paz een van de officiële symbolen van La Paz, een departement van Bolivia. De vlag werd gecreëerd door de revolutionairen van 16 juli 1809 en verspreid door de held José Miguel Lanza tijdens de Onafhankelijkheidsoorlog. Hij bestaat uit twee horizontale strepen van gelijke breedte en afmeting, waarbij de bovenste streep rood is en de onderste streep smaragdgroen.

## Betekenis
Het Paceño-symbool heeft de kleuren rood gestippeld, wat staat voor het bloed dat de helden van La Paz vergoten hebben voor de vrijheid; het smaragdgroen staat voor de rijkdom van de vegetatie, de glorie en de eenheid die gecreëerd is door de martelaren van de revolutie van 16 juli.

## Geschiedenis

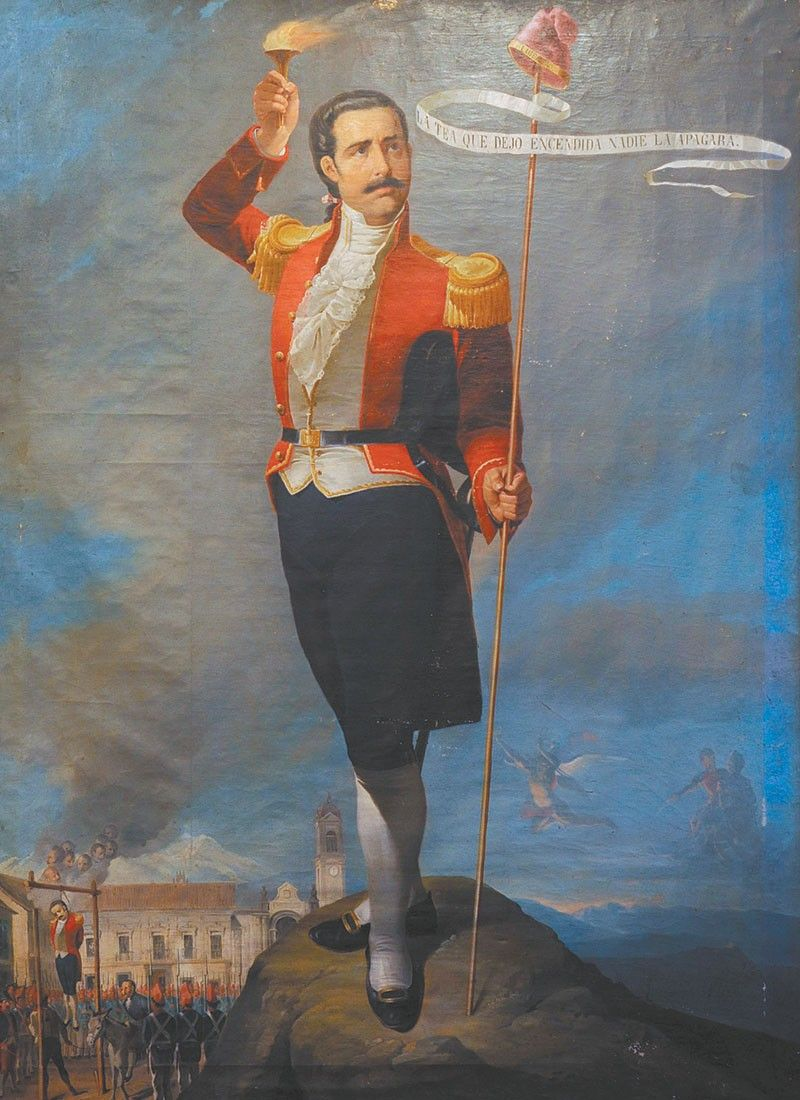
Pedro Murillo, in de revolutie van 1809.

Het werd gecreëerd door de revolutionaire patriotten van 16 juli 1809 en verspreid door de held José Miguel Lanza tijdens de Onafhankelijkheidsoorlog, toen hij president was van de Republiek van Inquisivi en Ayopaya. Op 28 januari 1825 trok kolonel Lanza, nadat hij generaal Pedro Olañeta op de vlucht had gejaagd, La Paz binnen onder de rode en smaragdgroene vlag met zijn legers en duizend guerrillastrijders. Op 29 januari, 15 jaar na de executie van de Protomartyrs, werd de onafhankelijkheid uitgeroepen en werd hij benoemd tot eerste president, acht dagen voordat maarschalk Antonio José de Sucre aankwam in Alto Peru.
“Onze vlag is niet alleen van het volk van La Paz, maar het is ook de eerste Boliviaanse vlag, waarmee onze onafhankelijke republiek werd opgericht.”— Luis Revilla, burgemeester van La Paz
In 2006 werden de kleuren van de vlag van La Paz officieel verklaard bij resolutie van de geachte departementale raad van La Paz, bij prefectoraal decreet 152/87, tijdens de regering van Ángel Gómez, ter herdenking van het eerste hijsen van de revolutionaire vlag van La Paz en zijn provincies, door de protomartelaar Manuel Victorio García Lanza, met zijn rode en smaragdgroene kleuren.
En in 2008 besloot de geachte Departementale Raad van La Paz bij resolutie 0123/2008 om 31 juli uit te roepen tot de dag van de vlag van La Paz, als terecht eerbetoon aan de kleuren van de departementale vaandel, die in juli 1809 werd gecreëerd, toen de proto-martelaren van de Revolutie deze hieven voor de oprichting van de Republiek van Inquisivi en Ayopaya. Het departementale decreet nr. 36 verordonneerde ook de "Himno a la Bandera de La Paz", gecomponeerd door David Martín Quispe en Luis Ayllón Mariscal, dat bestaat uit zes strofen en een koor.